# Maurice Levaillant
Maurice Levaillant  (né le 17 avril 1883 à Crépy-en-Valois ; † 28 mai 1961 à Montmorency) est un poète et critique français. Spécialiste de l’œuvre de Chateaubriand, il est l'auteur de plusieurs anthologies des auteurs romantiques français du XIXe siècle.

## Biographie
Ancien élève de l’École normale supérieure, il obtient en 1910 une bourse nationale littéraire de voyage de la commission de littérature pour son Miroir d'Étain et son Temps intérieurs.
Agrégé des Lettres, Levaillant est professeur au lycée de Sens puis à L’École alsacienne, au Lycée Condorcet et enfin à Louis-le-Grand. Sa thèse d'habilitation (1936) est consacrée à « Chateaubriand, Madame Récamier et les Mémoires d'Outre-Tombe 1830-1850 ». Il est maître de conférences (1937-1944) puis professeur titulaire de littérature moderne (1944-1953) à la Sorbonne. En 1953, il est élu à l’Académie des sciences morales et politiques, promu Officier de la Légion d'honneur et obtient en 1949 le grand prix de littérature de l’Académie française pour l'ensemble de son œuvre, un an avant Alain.
Cet éminent critique, spécialisé dans l'étude des poètes romantiques, fut également un poète de qualité, très fidèle aux formes traditionnelles, pénétré d'une philosophie stoïque et d'un sentiment cosmique de la vie, auxquels il sut donner une belle force d'inscription:
Et que je ne sois plus dans l'immense mystère 
Qu'un atome animé du délire éternel.

## Œuvres

### Poésies
- Le Miroir d'étain,, Paris, Plon, 1906
- Le Temple intérieur. Poèmes, Paris, Bernard Grasset, 1910 (lire en ligne)
- Les Pierres saintes. Versailles. Saint-Denis. Malmaison, Paris, Dordon L'Aîné, 1913, 125 p., petit in-octavo
- Des Vers d'amour. Poèmes, Paris, Garnier Frères, 1921, 160 p.
- La Porte d'Azur. Poèmes (1909-1914), Abbeville, Les amis d'Edouard, 1925
- Les Tombes célèbres, Paris, Librairie Hachette, 1926
- Entre l'ombre et mon cœur. Poème, Paris, Libr. José Corti, 1954, 56+[2], in-octavo

### Essais
- Splendeurs et misères de Chateaubriand d'après des documents inédits, Paris, Libr. Ollendorf, 1922 (réimpr. 1948) (lire en ligne)
- Pierre de Nolhac, Paris, Éd. de la Lampe d'Argile, coll. « Les Quarante », 1928, 112 p., portr. en front., fac-sim., ill. ; 20 cm
- Lamartine et l'Italie en 1820, Paris, Flammarion, 1944
- Le véritable Chateaubriand (conférence Zaharoff, Oxford, Clarendon Press, 1951, 19 p.
- La Crise mystique de Victor Hugo (1843-1856) d’après des documents inédits, Paris, Libr. José Corti, 1954 (réimpr. 1965) (ISBN 0-320-05180-3)
- Une amitié amoureuse. Madame de Staël et Madame Récamier, Paris, Librairie Hachette, 1956
- Les Amours de Benjamin Constant, Paris, Librairie Hachette, 1958
- Chateaubriand, prince des songes, Paris, Librairie Hachette, 1960, 240 p.

### Éditions et recueils
- Deux livres des Mémoires d'Outre-Tombe, Paris, 1936, 2 vol. :
  - tome I. Séjour à Venise ;
  - tome II. Madame Récamier
- Lamartine, Œuvres choisies disposées d'après l'ordre chronologique, avec une biographie, des notes critiques, grammaticales, historiques, des notices et des illustrations documentaires, Paris, Librairie A. Hatier, 1925 (réimpr. 1930, 1935, 1939, 1949)
- Victor Hugo, Tristesse d'Olympio fac-similé du Manuscrit autographe, avec une étude sur Victor Hugo, poète du souvenir et de l'amour d'après des documents inédits, Paris, Librairie Honoré Champion, 1928
- L'œuvre de Victor Hugo. Poésie. Prose. Théâtre, Paris, Librairie Delagrave, 1931, 696 p.
- Lamartine, Correspondance générale de 1830 à 1848, Paris, éditions Droz, 1943, 2 vol.
- Victor Hugo, Juliette Drouet et « Tristesse d'Olympio », Paris, Librairie Delagrave, 1945
- Chateaubriand, Mémoires d'outre-tombe. Edition du centenaire intégrale et critique, en partie inédite, Paris, Flammarion, 1948 (réimpr. 1949-1950, 1964, 1969, 1982, 1997), 4 vol.; augmentée de fragments inédits par Pierre Riberette, 8 vol., Paris 1982-1985
- (en coll. avec Georges Moulinier Chateaubriand, Mémoires d'outre-tombe, Paris, Gallimard, coll. « Bibliothèque de la Pléiade », 1946-1948 (réimpr. 1951, 1958-1959, 1981-1983, 1988-1990, 1990-1991), 2 vol.
- Chateaubriand, Mémoires de ma vie. Première version des "Mémoires d'outre-tombe". Livres 1, 2 et 3, Paris, Wittmann, 1948
- (en coll. avec Emmanuel Beau de Loménie) Chateaubriand, Lettres à Madame Récamier, Paris 1951, Flammarion (réimpr. 1998), 560 p.

## Distinctions
- 1914 : prix Maillé-Latour-Landry de l’Académie française
- 1920 : prix Raoul Bonnery par la Société des Gens de Lettres en 1920[3]
- 1922 : prix Alfred-Née de l’Académie française
- 1926 : prix Bordin de l’Académie française
- 1932 : prix Broquette-Gonin de l’Académie française
- 1937 : prix Botta de l’Académie française
- 1944 : prix d’Académie de l’Académie française
- 1949 : grand prix de littérature de l’Académie française

### Sources
- Jean Rousselot. Dictionnaire de la poesie francaise contemporaine 1968, Auge, Guillon, Hollier -Larousse, Mooreau et Cie.-Librairie Larousse
- Paris de Maurice Levaillant en l'église Saint-Martin de Montmorency le 31 mai 1961. Discours prononcé par M. Jean Pommier, Institut de France, Académie des sciences morales et politiques, Paris (1961)
- Pierre Clarac, Notice sur la vie et les travaux de Maurice Levaillant (1883-1961) lue dans la séance du 1er février 1965, Institut de France, Académie des sciences morales et politiques, Paris (1965)
- « Qui était qui. XXe siècle », Levallois-Perret (2005) s.v.